# Distatrix
Distatrix – rodzaj błonkówek z rodziny męczelkowatych. Gatunkiem typowym jest Distatrix papilionis.

## Zasięg występowania
Przedstawiciele tego rodzaju występują w niemal wszystkich rejonach z wyjątkiem Australazji.

## Biologia i ekologia
Żywicielami przedstawicieli Diolcogaster są motyle z 9 rodzin, głównie miernikowcowatych i paziowatych. 

## Systematyka
Do rodzaju zaliczane są 32 opisane gatunki, choć ich rzeczywista liczba może przekraczać 50.
Gatunki zaliczane do rodzaju Distatrix:
- Distatrix anthedon (Nixon, 1965)
- Distatrix antirrheae Whitfield & Grinter, 2009
- Distatrix belliger (Wilkinson, 1929)
- Distatrix carolinae Fernández-Triana, 2010
- Distatrix cerales (Nixon, 1965)
- Distatrix cuspidalis (de Saeger, 1944)
- Distatrix euproctidis (Ullyett, 1946)
- Distatrix flava (Fernandez-Triana & van Achterberg, 2017)
- Distatrix formosa (Wesmael, 1837)
- Distatrix geometrivora (de Saeger, 1944)
- Distatrix gratiosa (Wilkinson, 1930)
- Distatrix iglesiasi (Viereck, 1913)
- Distatrix iraklii (Kotenko, 1986)
- Distatrix loretta Grinter, 2009
- Distatrix maia (Nixon, 1965)
- Distatrix malloi (Blanchard, 1942)
- Distatrix pallidocinctus (Gahan, 1918)
- Distatrix pandora Grinter, 2019
- Distatrix papilionis (Viereck, 1912)
- Distatrix pitillaensis Grinter, 2009
- Distatrix pompelon (Nixon, 1965)
- Distatrix sancus (Nixon, 1965)
- Distatrix simulissima (de Saeger, 1944)
- Distatrix solanae Whitfield, 1996
- Distatrix teapae (Nixon, 1965)
- Distatrix tookei (Shenefelt, 1972)
- Distatrix tormina (Nixon, 1965)
- Distatrix ugandaensis (Gahan, 1918)
- Distatrix vigilis Grinter, 2009
- Distatrix xanadon Grinter, 2009
- Distatrix yemenitica van Achterberg & Fernandez-Triana, 2017
- Distatrix yunae Rousse & Gupta, 2013